# Eduardo Guedes
Eduardo Luís Santos Correia Guedes (* 21. April 1941 in Lissabon; † 29. August 2000 ebenda) war ein portugiesischer Regisseur.

## Leben
Im 3. Jahr brach er das Studium des Chemieingenieurwesens am Instituto Superior Técnico ab und ging 1963 an die London School of Film Technique (die heutige London Film School). Nach deren Abschluss blieb er in London, wo er Dokumentarfilme mit dem Cinema Action-Kollektiv drehte. 1986 führte er Regie, zusammen mit seiner belgischen Frau Ann, und war Produzent und Drehbuchautor für seinen ersten Spielfilm. Der gleichermaßen sozialkritische wie verträumte Rocinante spielt vor dem Hintergrund der Britischen Bergarbeiterstreiks 1984/1985.
Mit seinem zweiten Film, Ausgespielt – Bearskin („Bearskin – An Urban Fairytale“, 1989), mit Tom Waits als Hauptdarsteller, und Isabel Ruth und Ian Dury in weiteren Rollen, erreichte er erste internationale Beachtung. Sein folgender Film Pax wurde beim Filmfestival Locarno für einen Goldenen Leoparden nominiert.
Bereits von seiner Krankheit gezeichnet, nahm er noch ein Angebot für einen Film für den portugiesischen Fernsehkanal SIC an. Am 29. August 2000 erlag er einem Krebsleiden.

## Rezeption
Angesichts seines Alters gehörte er zur Generation des Novo Cinemas, doch zeigen seine Filme, bedingt durch seine biografische Distanz, keine nennenswerten Parallelen zum Portugiesischen Film. War er anfangs noch stark sozialkämpferisch motiviert, so entwickelte er zunehmend eine poetische Erzählsprache. Diese Entwicklung, ebenso wie die Annäherung an das portugiesische Kino in seinen letzten Jahren, beendete sein früher Tod.

## Filmografie
- 1987: Rocinante (auch Drehbuch)
- 1989: Ausgespielt – Bearskin (Bearskin – An Urban Fairytale, auch Drehbuch)
- 1994: Pax
- 2000: Facas e Anjos (Fernsehfilm)